# Tüpfel-Enzian
Der Tüpfel-Enzian (Gentiana punctata), auch Getüpfelter Enzian Punktierter Enzian genannt, ist eine Pflanzenart aus der Gattung Enzian (Gentiana) innerhalb der Familie der Enziangewächse (Gentianaceae). Er gedeiht in europäischen Gebirgen. Der Tüpfel-Enzian wird wie der Gelbe Enzian (Gentiana lutea) als Arzneipflanze verwendet.

## Beschreibung

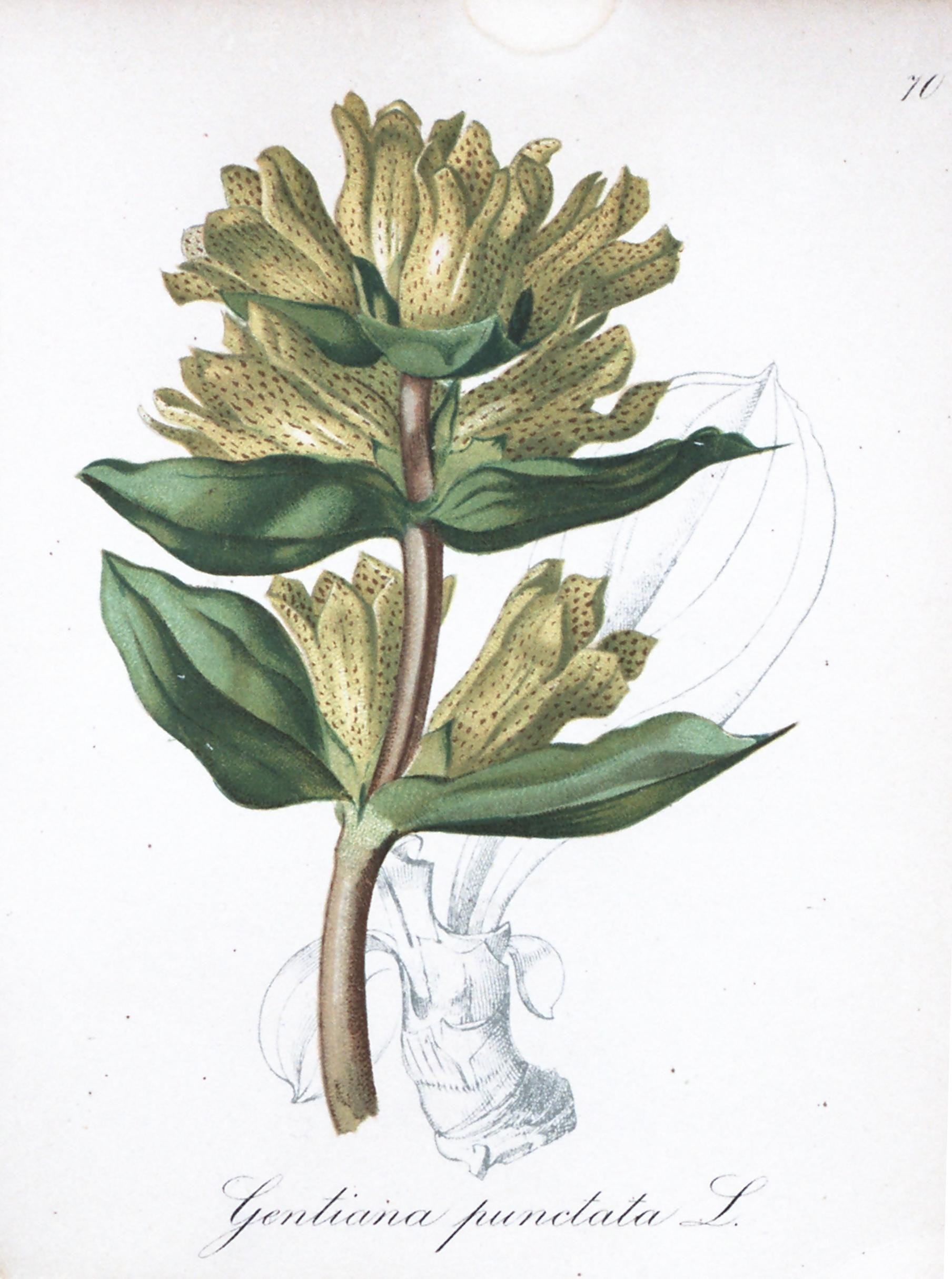
Illustration aus Die Alpenpflanzen nach der Natur gemalt, S. 70

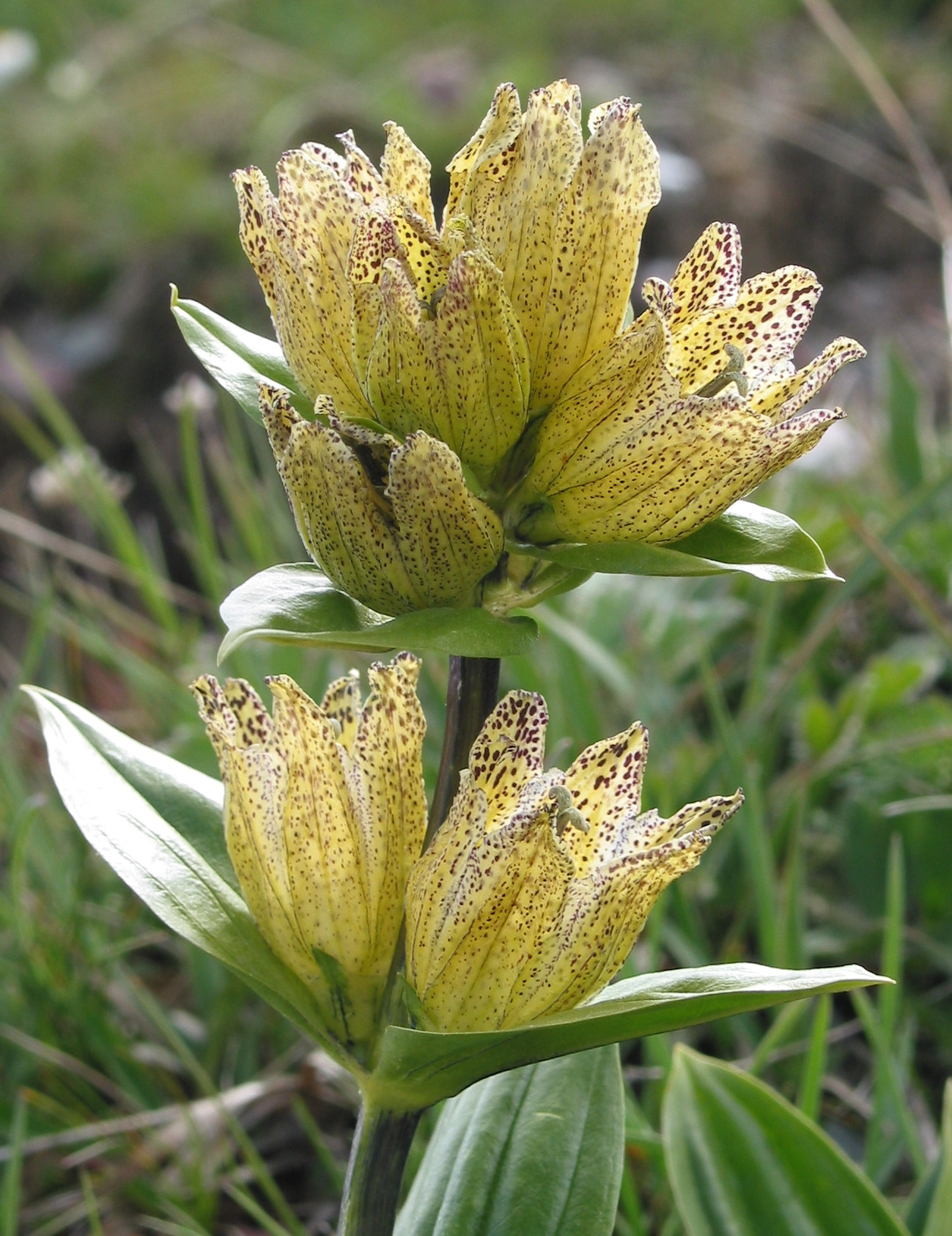
Blütenstand

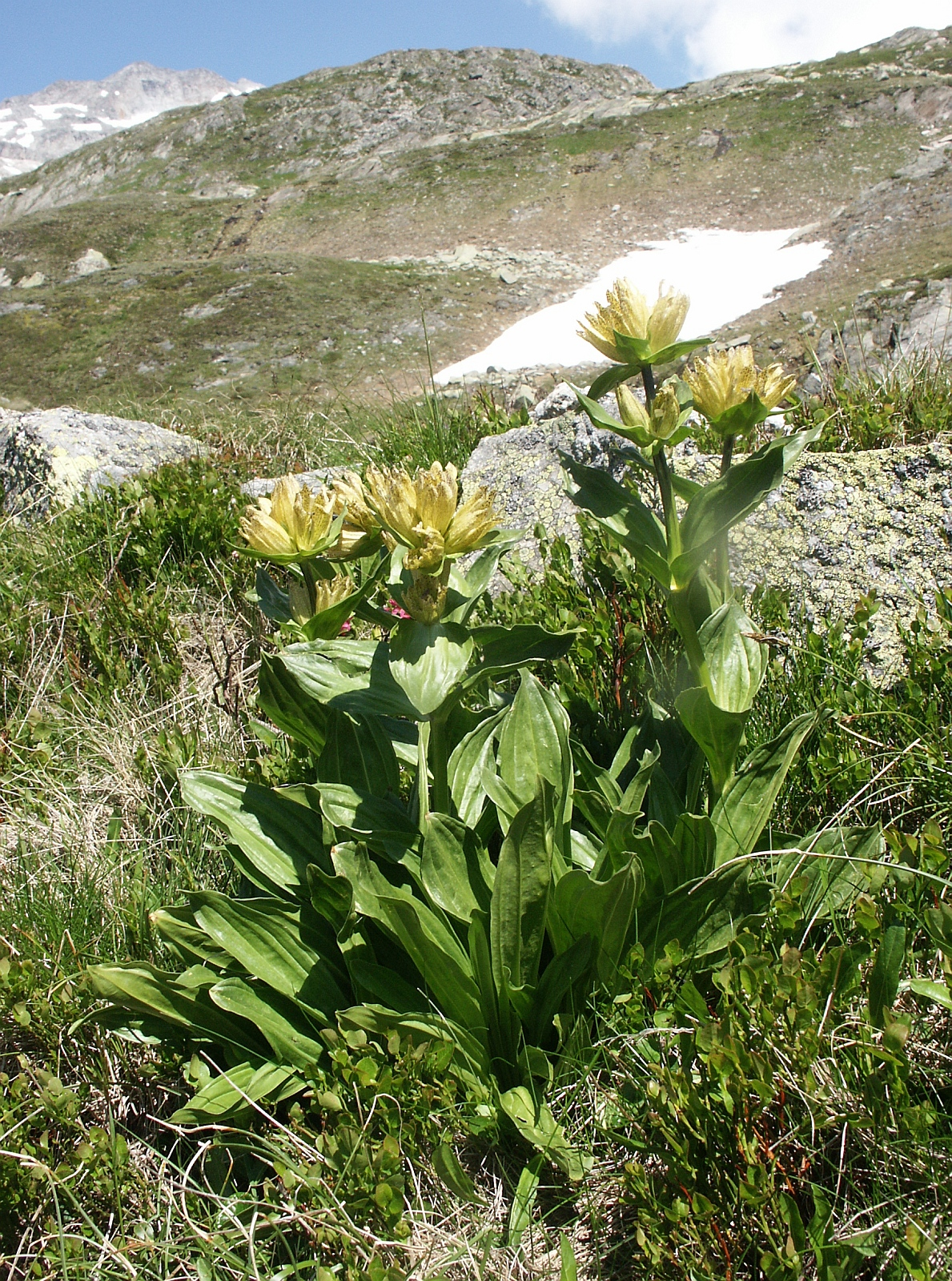
Habitus im Habitat in den Zillertaler Alpen

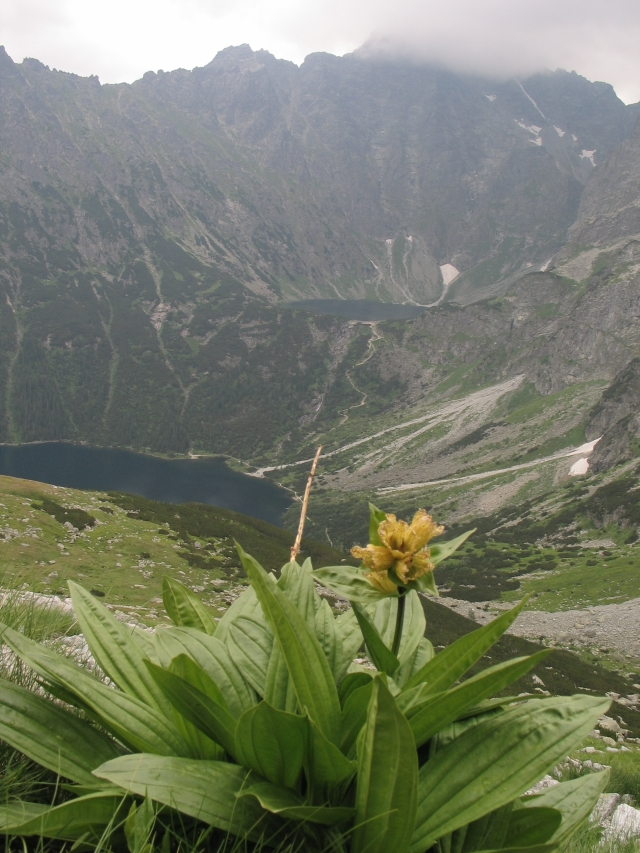
Tüpfel-Enzian in der Hohen Tatra in Polen

### Vegetative Merkmale
Der Tüpfel-Enzian wächst als ausdauernde krautige Pflanze und erreicht Wuchshöhen von 20 bis 60 Zentimetern.
Von den kreuzgegenständig am Stängel angeordneten Laubblättern sind die oberen sitzend und die unteren gestielt. Die glänzend grünen Blattspreiten sind bei einer Breite von 3 bis 7 Zentimetern länglich-eiförmig, eiförmig bis lanzettlich und es sind meist fünf Blattadern erkennbar.

### Generative Merkmale
Die Blütezeit erstreckt sich je nach Standort von Juli bis August oder September. Die Blüten sitzen einzeln bis zu dritt in den oberen Blattachseln oder kopfig gehäuft am Ende der Sprossachse.
Die zwittrigen Blüten sind radiärsymmetrisch und fünf- bis achtzählig mit doppelter Blütenhülle. Di fünf bis achte Kelchblätter sind bis etwa der Hälfte ihrer Länge glockenförmig verwachsen. Die fünf bis acht unregelmäßigen, aufrechten Kelchzipfel sind lanzettlich. Die 2,5 bis 3,5 Zentimeter langen und blass- bis schmutziggelben Kronblätter sind glockenförmig verwachsen und die Kronröhre endet in fünf bis acht, etwa 9 Millimeter langen, stumpfen und aufrechten Kronzipfeln. Die Färbung der Kronblätter variiert von hellgelb bis rötlich, eine Punktierung ist mehr oder weniger stark dunkel ausgeprägt, wobei die Dichte der Punkte je nach Population stark schwankt. Die Staubfäden sind etwa 8 Millimeter lang. Die Staubbeutel sind anfangs miteinander verbunden, später sind sie frei.

### Chromosomensatz
Die Chromosomengrundzahl beträgt x = 10; es liegt Tetraploidie mit einer Chromosomenzahl von 2n = 40 vor.

## Ökologie
Beim Tüpfel-Enzian handelt es sich um einen mesomorphen, skleromorphen Hemikryptophyten.
Blütenökologisch handelt es sich um Trichterblumen. Als Belohnung für Bestäuber ist Nektar vorhanden. Die Pollenübertragung erfolgt meist durch Hummeln. Es liegt Selbstkompatibilität vor, also führt Selbstbefruchtung  erfolgreich zum Samenansatz. Hegi 1966 meint als Bestäuber kommen Hymenopteren, Falter, Fliegen und Käfer in Betracht. Bei schlechtem Wetter sind die Blüten fast ganz geschlossen, indem die Kronzipfel sich zusammenneigen. Nur die Narbe ragt aus der Kronöffnung heraus, während die Staubbeutel auch bei stärkstem Regen und trotz der aufrechten Stellung der Blüten vollständig im Trockenen sind.
Diasporen sid die Samen. Die Ausbreitung der Diasporen erfolgt durch den Wind (Anemochorie).

## Synökologie
Der Tüpfel-Enzian gilt als Futterpflanze für die oligophag auf ihn angewiesenen Raupen des Enzian-Alpen-Blattspanners (Perizoma obsoletata). Auf dem Tüpfel-Enzian kommen die Pilze Venturia atriseda und Rhabdospora cercosperma vor.

## Ähnliche Arten
Gentiana punctata ist den beiden Arten Gentiana pannonica und Gentiana purpurea sehr ähnlich, sie gleichen sich in Wuchsform, Blüte und Standortansprüchen.

## Vorkommen und Gefährdung
Der Tüpfel-Enzian gedeiht in europäischen Gebirgen und ist sowohl in den Alpen als auch in den Karpaten sowie der Balkanhalbinsel beheimatet. In den Kalkalpen findet man ihn selten, in den Zentral- und Südalpen kommt er dagegen häufig vor. Es gibt Fundortangaben für die Länder Frankreich, Italien, die Schweiz, Liechtenstein, Österreich, Deutschland, Polen, Tschechien, die Slowakei, Kroatien, Serbien, Albanien, Griechenland, Bulgarien, Rumänien und die Ukraine.
Der Tüpfel-Enzian kommt in Höhenlagen von 1500 bis 3000 Metern in (obermontanen) subalpinen bis alpinen Höhenstufen vor. In den Allgäuer Alpen kommt er in Höhenlagen von 1400 bis 2200 Metern vor. In Vorarlberg kommt er schon in einer Höhenlage von 1100 Metern vor, in Graubünden steigt er vereinzelt bis 3050 Meter auf.
Der Tüpfel-Enzian wächst auf sauren, meist kalkarmen oder kalkfreien Böden (der Tüpfel-Enzian ist kalkmeidend) und auf tiefgründigen, nährstoffarmen, nicht zu trockenen Lehmböden.  Er gedeiht in bodensauren Weiderasen, Hochstaudenfluren, Zwergstrauchheiden. Er besiedelt alpine Rasen und lockere Zwergstrauchbestände. Er bevorzugt Standorte, die im Frühjahr lange schneebedeckt bleiben. Der Tüpfel-Enzian gilt als Kennart des Verbands „Alpine bis subalpine Borstgrasrasen“ (Nardion Br.-Bl. 1926) und findet sein Hauptvorkommen im Verband „Schneebodengesellschaften“ (Salicion herbaceae Br.-Bl. 1926) und  im Verband „Arktisch-alpine Silikatgesteinsrasen“ (Caricion curvulae Br.-Bl. 1925).
Die ökologischen Zeigerwerte nach Ellenberg sind: Lichtzahl 8 = Halblicht- bis Volllichtpflanze, Temperaturzahl 2 = Kälte- bis Kühlezeiger, Kontinentalitätszahl 4 = gemäßigtes Seeklima zeigend, Feuchtezahl 5 = Frischezeiger, Feuchtewechsel = keinen Wechsel der Feuchte zeigend, Reaktionszahl 2 = Starksäure- bis Säurezeiger, Stickstoffzahl 2 = ausgesprochene Stickstoffarmut bis Stickstoffarmut zeigend, Salzzahl 0 = nicht salzertragend, Schwermetallresistenz: nicht schwermetallresistent.
Die ökologischen Zeigerwerte nach Landolt et al. 2010 sind in der Schweiz: Feuchtezahl F = 3 (mäßig feucht), Lichtzahl L = 4 (hell), Reaktionszahl R = 1 (stark sauer), Temperaturzahl T = 1+ (unter-alpin, supra-subalpin und ober-subalpin), Nährstoffzahl N = 2 (nährstoffarm), Kontinentalitätszahl K = 3 (subozeanisch bis subkontinental).
Obwohl der genaue Populationszustand bei Gentiana punctata nicht bekannt ist, stuft die IUCN Gentiana punctata aufgrund ihrer weiteren Verbreitung als „Least Concern“ = „gering gefährdet“ ein. Gentiana punctata gilt in der Roten Liste der gefährdeten Pflanzenarten Deutschlands nach Metzing et al. 2018 unverändert gegenüber der vorigen Ausgabe als „gefährdet“, dies wird damit begründet, dass er sehr selten ist sowie ein mäßiger Rückgang erfolgt und er ist nach dem Bundesnaturschutzgesetz (BNatSchG) „besonders geschützt“. Gentiana punctata gilt in der Schweiz als LC = „nicht gefährdet“.

## Taxonomie
Die Erstveröffentlichung von Gentiana punctata erfolgte 1753 durch Carl von Linné in Species Plantarum, Tomus I, S. 227. Synonyme für Gentiana punctata L. sind: Gentiana campanulata Jacq., Gentiana immaculata Pers., Gentianusa punctata (L.) Pohl. Das Artepitheton punctata bedeutet getüpfelt oder punktiert.

## Verwendung
Die unterirdischen Pflanzenteile des Tüpfel-Enzians wird ähnlich wie der des Gelben Enzians arzneilich und zur Schnapsherstellung verwendet. Er enthält aber Bitterstoffe in nur geringer Konzentration.

## Verwechslungsmöglichkeiten
Der Tüpfel-Enzian ist besonders dem Gelben Enzian (Gentiana lutea)  ähnlich.